# Hockey East
Hockey East Association je americká výhradně hokejová vysokoškolská konference se sídlem ve Wakefieldu v Massachusetts působící v Nové Anglii, která spadá pod obecnou sportovní asociaci: National Collegiate Athletic Association (NCAA). Na konci každé sezóny se hraje playoff ze kterého vzejde mistr ligy, který počínaje sezónou 1987/1988 získá Lamoriello Trophy, pojmenovanou po prvním komisaři Hockey East, Lou Lamoriellovi.
Hockey East vznikla v roce 1984 pro muže a v roce 2002 i pro ženy.

## Mistři
- Boston College
  - 11× mistři Hockey East mužů (1987, 1990, 1998, 1999, 2001, 2005, 2007, 2008, 2010, 2011, 2012)
  - 3* mistři Hockey East žen (2011, 2016, 2017)
  - 10× mistři základní části Hockey East mužů (1985, 1986, 1987, 1989, 1990, 1991, 2001, 2003, 2004, 2005)
  - 2× mistři ECAC mužů (1965, 1978)
  - 1× mistři základní části ECAC mužů (1980)
  - 4× mistři NCAA mužů (1949, 2001, 2008, 2010)
- Boston University
  - 9× mistři Hockey East mužů (1986, 1991, 1994, 1995, 1997, 2006, 2009, 2015, 2018)
  - 5* mistři Hockey East žen (2010, 2012, 2013, 2014, 2015)
  - 8× mistři základní části Hockey East mužů (1994, 1995, 1996, 1997, 1998, 2000, 2006, 2009)
  - 5× mistři ECAC mužů (1972, 1974, 1975, 1976, 1977)
  - 6× mistři základní části ECAC mužů (1965, 1967, 1971, 1976, 1978, 1979)
  - 5× mistři NCAA mužů (1971, 1972, 1978, 1995, 2009)
- University of Connecticut (Pouze ženy; muži hrají v konferenci Atlantic Hockey)
- University of Maine
  - 5× mistři Hockey East mužů (1989, 1992, 1993, 2000, 2004)
  - 3× mistři základní části Hockey East mužů (1988, 1993, 1995)
  - 2× mistři NCAA mužů (1993, 1999)
- University of Massachusetts Lowell (pouze muži)
  - 3× mistři Hockey East mužů (2013, 2014, 2017)
  - 3× mistři II. divize NCAA mužů (1979, 1981, 1982)
- University of Massachusetts (pouze muži)
  - 1× mistři II. divize NCAA mužů (1972)
- Merrimack College (pouze muži)
  - 1× mistři II. divize NCAA mužů (1978)
- University of New Hampshire
  - 2× mistři Hockey East mužů (2002, 2003)
  - 8× mistři základní části Hockey East mužů (1992, 1997, 1999, 2002, 2003, 2007, 2008, 2010)
  - 4× mistři Hockey East žen (2006, 2007, 2008, 2009)
  - 6× mistři základní části Hockey East žen (2004, 2005, 2006, 2007, 2008, 2009)
  - 1× mistři ECAC mužů (1979)
  - 1× mistři základní části ECAC mužů (1974)
  - 5× mistři ECAC žen (1986, 1987, 1990, 1991, 1996)
  - 2× mužský národní finalista (1999, 2003)
  - 1× ženský národní mistr (1998) *korunované AWCHA, ženská podoba mužského turnaje NCAA Frozen Four)
- Northeastern University
  - 2× mistři Hockey East mužů (1988, 2019)
  - 3× mistři Hockey East žen (2018, 2019, 2020)
  - 1× mistři ECAC mužů (1982)
  - 3× mistři ECAC žen (1988, 1989, 1997)
  - 1× 3. místo ve Frozen Four (1982)
- Providence College
  - 2× mistři Hockey East mužů (1985, 1996)
  - 3× mistři Hockey East žen (2003, 2004, 2005)
  - 2× mistři Hockey East žen (2003, 2005)
  - 2× mistři ECAC mužů (1964, 1981)
  - 2× mistři základní části ECAC mužů (1964, 1983)
  - 5× mistři ECAC žen (1985, 1992, 1993, 1994, 1995)
- University of Vermont
  - 1× mistři základní části ECAC mužů (1996)
  - účastníci Frozen Four (1996, 2009)

## Členové
V současné době je 12 členských škol této konference. Hockey East mužů má 11 členů a Hockey East žen má 10 členů.

Mapa Hockey East Association

| Instituce                           | Umístění - město | Umístění - stát | Přezdívka          | Datum založení | Zřizovatel                    | Počet registrovaných | Primární konference   |
| ----------------------------------- | ---------------- | --------------- | ------------------ | -------------- | ----------------------------- | -------------------- | --------------------- |
| Boston College                      | Chestnut Hill    | Massachusetts   | Eagles             | 1863           | Soukromník/Katolíci (Jesuité) | 14 640               | ACC                   |
| Boston University                   | Boston           | Massachusetts   | Terriers           | 1839           | Soukromník/Neveřejný          | 31 766               | Patriot League        |
| University of Connecticut           | Storrs           | Connecticut     | Huskies (Ženy)     | 1881           | Stát                          | 27 500               | The American          |
| College of Holy Cross               | Worcester        | Massachusetts   | Crusaders (Ženy)   | 1843           | Soukromník/Katolíci (Jesuité) | 2787                 | Patriot League        |
| University of Maine                 | Orono            | Maine           | Black Bears        | 1865           | Stát                          | 11 222               | America East          |
| University of Massachusetts Amherst | Amherst          | Massachusetts   | Minutemen (Muži)   | 1863           | Stát                          | 27 269               | Atlantic 10           |
| University of Massachusetts Lowell  | Lowell           | Massachusetts   | River Hawks (Muži) | 1894           | Stát                          | 16 969               | America East          |
| Merrimack College                   | North Andover    | Massachusetts   | Warriors (Muži)    | 1947           | Soukromník/Katolíci           | 2490                 | Northeast Ten (II. D) |
| University of New Hampshire         | Durham           | New Hampshire   | Wildcats           | 1866           | Stát                          | 16 025               | America East          |
| Northeastern University             | Boston           | Massachusetts   | Huskies            | 1898           | Soukromník/Neveřejný          | 20 749               | CAA                   |
| Providence College                  | Providence       | Rhode Island    | Friars             | 1917           | Soukromník/Katolíci           | 4585                 | Big East              |
| University of Vermont               | Burlington       | Vermont         | Catamounts         | 1791           | Stát                          | 11 999               | America East          |

## Seznam mistrů mužské Hockey East
| Rok  | Vítězný tým                          | Trenér                               | Poražený tým                         | Trenér                               | Skóre                                | Místo                                | Stadión                              |
| ---- | ------------------------------------ | ------------------------------------ | ------------------------------------ | ------------------------------------ | ------------------------------------ | ------------------------------------ | ------------------------------------ |
| 1985 | Providence                           | Steve Stirling                       | Boston College                       | Len Ceglarski                        | 2–1 (v 2. prod.)                     | Providence, Rhode Island             | Providence Civic Center              |
| 1986 | Boston University                    | Jack Parker                          | Boston College                       | Len Ceglarski                        | 9–4                                  | Providence, Rhode Island             | Providence Civic Center              |
| 1987 | Boston College                       | Len Ceglarski                        | Maine                                | Shawn Walsh                          | 4–2                                  | Boston, Massachusetts                | Boston Garden                        |
| 1988 | Northeastern                         | Fernie Flaman                        | Maine                                | Shawn Walsh                          | 4–3                                  | Boston, Massachusetts                | Boston Garden                        |
| 1989 | Maine                                | Shawn Walsh                          | Boston College                       | Len Ceglarski                        | 5–4                                  | Chestnut Hill, Massachusetts         | Kelley Rink                          |
| 1990 | Boston College                       | Len Ceglarski                        | Maine                                | Shawn Walsh                          | 4–3                                  | Chestnut Hill, Massachusetts         | Kelley Rink                          |
| 1991 | Boston University                    | Jack Parker                          | Maine                                | Shawn Walsh                          | 4–3 (v prod.)                        | Boston, Massachusetts                | Boston Garden                        |
| 1992 | Maine                                | Shawn Walsh                          | New Hampshire                        | Dick Umile                           | 4–1                                  | Boston, Massachusetts                | Boston Garden                        |
| 1993 | Maine                                | Shawn Walsh                          | Boston University                    | Jack Parker                          | 5–2                                  | Boston, Massachusetts                | Boston Garden                        |
| 1994 | Boston University                    | Jack Parker                          | Massachusetts-Lowell                 | Bruce Crowder                        | 3–2                                  | Boston, Massachusetts                | Boston Garden                        |
| 1995 | Boston University                    | Jack Parker                          | Providence                           | Paul Pooley                          | 3–2                                  | Boston, Massachusetts                | Boston Garden                        |
| 1996 | Providence                           | Paul Pooley                          | Maine                                | Greg Cronin                          | 3–2                                  | Boston, Massachusetts                | FleetCenter                          |
| 1997 | Boston University                    | Jack Parker                          | New Hampshire                        | Dick Umile                           | 4–2                                  | Boston, Massachusetts                | FleetCenter                          |
| 1998 | Boston College                       | Jerry York                           | Maine                                | Shawn Walsh                          | 3–2                                  | Boston, Massachusetts                | FleetCenter                          |
| 1999 | Boston College                       | Jerry York                           | New Hampshire                        | Dick Umile                           | 5–4 (v prod.)                        | Boston, Massachusetts                | FleetCenter                          |
| 2000 | Maine                                | Shawn Walsh                          | Boston College                       | Jerry York                           | 2–1                                  | Boston, Massachusetts                | FleetCenter                          |
| 2001 | Boston College                       | Jerry York                           | Providence                           | Paul Pooley                          | 5–3                                  | Boston, Massachusetts                | FleetCenter                          |
| 2002 | New Hampshire                        | Dick Umile                           | Maine                                | Tim Whitehead                        | 3–1                                  | Boston, Massachusetts                | FleetCenter                          |
| 2003 | New Hampshire                        | Dick Umile                           | Boston University                    | Jack Parker                          | 1–0 (v prod.)                        | Boston, Massachusetts                | FleetCenter                          |
| 2004 | Maine                                | Tim Whitehead                        | Massachusetts                        | Don Cahoon                           | 2–1 (ve 3. prod.)                    | Boston, Massachusetts                | FleetCenter                          |
| 2005 | Boston College                       | Jerry York                           | New Hampshire                        | Dick Umile                           | 3–1                                  | Boston, Massachusetts                | FleetCenter                          |
| 2006 | Boston University                    | Jack Parker                          | Boston College                       | Jerry York                           | 2–1 (v prod.)                        | Boston, Massachusetts                | TD Banknorth Garden                  |
| 2007 | Boston College                       | Jerry York                           | New Hampshire                        | Dick Umile                           | 5–2                                  | Boston, Massachusetts                | TD Banknorth Garden                  |
| 2008 | Boston College                       | Jerry York                           | Vermont                              | Kevin Sneddon                        | 4–0                                  | Boston, Massachusetts                | TD Banknorth Garden                  |
| 2009 | Boston University                    | Jack Parker                          | Massachusetts-Lowell                 | Blaise MacDonald                     | 1-0                                  | Boston, Massachusetts                | TD Banknorth Garden                  |
| 2010 | Boston College                       | Jerry York                           | Maine                                | Tim Whitehead                        | 7-6 (v prod.)                        | Boston, Massachusetts                | TD Garden                            |
| 2011 | Boston College                       | Jerry York                           | Merrimack                            | Mark Dennehy                         | 5-3                                  | Boston, Massachusetts                | TD Garden                            |
| 2012 | Boston College                       | Jerry York                           | Maine                                | Tim Whitehead                        | 4-1                                  | Boston, Massachusetts                | TD Garden                            |
| 2013 | Massachusetts-Lowell                 | Norm Bazin                           | Boston University                    | Jack Parker                          | 1-0                                  | Boston, Massachusetts                | TD Garden                            |
| 2014 | Massachusetts-Lowell                 | Norm Bazin                           | New Hampshire                        | Dick Umile                           | 4-0                                  | Boston, Massachusetts                | TD Garden                            |
| 2015 | Boston University                    | David Quinn                          | Massachusetts-Lowell                 | Norm Bazin                           | 5-3                                  | Boston, Massachusetts                | TD Garden                            |
| 2016 | Northeastern                         | Jim Madigan                          | Massachusetts-Lowell                 | Norm Bazin                           | 3-2                                  | Boston, Massachusetts                | TD Garden                            |
| 2017 | Massachusetts-Lowell                 | Norm Bazin                           | Boston College                       | Jerry York                           | 4-3                                  | Boston, Massachusetts                | TD Garden                            |
| 2018 | Boston University                    | David Quinn                          | Providence                           | Nate Leaman                          | 2-0                                  | Boston, Massachusetts                | TD Garden                            |
| 2019 | Northeastern                         | Jim Madigan                          | Boston College                       | Jerry York                           | 3-2                                  | Boston, Massachusetts                | TD Garden                            |
| 2020 | Zrušeno z důvodu pandemie covidu-19. | Zrušeno z důvodu pandemie covidu-19. | Zrušeno z důvodu pandemie covidu-19. | Zrušeno z důvodu pandemie covidu-19. | Zrušeno z důvodu pandemie covidu-19. | Zrušeno z důvodu pandemie covidu-19. | Zrušeno z důvodu pandemie covidu-19. |

## Seznam mistryň ženské Hockey East
- 2003 Providence porazily New Hampshire 1-0
- 2004 Providence porazily New Hampshire 3-0
- 2005 Providence porazily Connecticut 3-1
- 2006 New Hampshire porazily Boston College 6-0
- 2007 New Hampshire porazily Providence College 3-1
- 2008 New Hampshire porazily Providence College 1-0
- 2009 New Hampshire porazily Boston College 2-1
- 2010 Boston University porazily Connecticut 2-1 (v prod.)
- 2011 Boston College porazily Northeastern 3-1
- 2012 Boston University porazily Providence 2-1 (ve 2. prod.)
- 2013 Boston University porazily Northeastern 5-2
- 2014 Boston University porazily Boston College 3-2
- 2015 Boston University porazily Boston College 4-1
- 2016 Boston College porazily Boston University 5-0
- 2017 Boston College porazily Northeastern 2-1 (v prod.)
- 2018 Northeastern porazily New Hampshire 2-1
- 2019 Northeastern porazily Boston College 3-2 (v prod.)
- 2020 Northeastern porazily Connecticut 9-0

## Arény konference
| Škola                          | Hokejový stadion                                         | Kapacita |
| ------------------------------ | -------------------------------------------------------- | -------- |
| Boston College                 | Silvio O. Conte Forum                                    | 7884     |
| Boston University (mužský tým) | Agganis Arena                                            | 6224     |
| Boston University (ženský tým) | Walter Brown Arena                                       | 3806     |
| Holy Cross                     | Hart Center                                              | 1600     |
| Maine                          | Alfond Arena                                             | 5641     |
| Merrimack                      | J. Thom Lawler Arena                                     | 3000     |
| New Hampshire                  | Whittemore Center Arena                                  | 6501     |
| Northeastern                   | Matthews Arena                                           | 4666     |
| Providence                     | Schneider Arena                                          | 3030     |
| UMass                          | Mullins Center                                           | 8329     |
| UMass Lowell                   | Tsongas Center at the University of Massachusetts Lowell | 6496     |
| Vermont                        | Gutterson Fieldhouse                                     | 4003     |

## Trofeje v mužské Hockey East
- Lamoriello Trophy - trofej pro ligového mistra
- CCM / Bob Kullen Coach of the Year - trenér roku
- CCM Player of the Year - hráč roku
- Pro Ambitions Hockey Rookie of the Year - nováček roku
- Len Ceglarski Award - trofej pro nejslušnějšího hráče
- Charles E. Holt Sportsmanship Award - trofej pro tým s nejnižším průměrem trestných minut na zápas (nejslušnější tým)
- Old Time Hockey Best Defensive Defenseman - Nejlepší defenzivní obránce.
- Best Defensive Forward - Nejlepší defenzivní útočník
- Three-Stars Award - Trofej pro tři nejlepší hráče